# Алтайлес
«Алтайлес» - российская компания, занимающаяся заготовкой древесины и развитием производств по переработке древесины на территории Алтайского края.

## История
История компании началась в 2007 году с вступлением в силу нового Лесного кодекса РФ. Согласно проведенной реформе, участки леса были переданы в долговременную аренду частным предприятиям. 
На сегодняшний день ЛХК «Алтайлес» является арендатором 1 млн. 434 тыс. га земель, что составляет 31,2% от общей площади лесного фонда Алтайского края.
В 2010 году Алтайлес открыл лесодеревоперерабатывающий комбинат (ЛДК) в Камне-на-Оби. 
В апреле 2012 года состоялось открытие лесодеревоперерабатывающего комбината  в Рубцовске. 
В первой половине 2017 года стало известно, что «Алтайлес» на 80% увеличил производство домокомплектов. 
В 2019 году стало известно о запуске крупного деревообрабатывающего предприятия под названием Павловский ДОК, расположенным в Алтайском крае.
Осенью и весной 2019 года Алтайлес провел провел искусственное и комбинированное лесовосстановление, дополнение лесных культур, мероприятия по содействию естественному лесовосстановлению, вырастил посадочный материал в питомниках, а также провел агротехнические уходы за лесными культурами. 
В сентябре 2021 года стало известно, что "Алтайлес" подписал соглашения о социальном партнерстве с администрациями более двадцати городов и районов, где территориально находятся предприятия холдинга.
В ноябре 2021 года стало известно о приобретении Алтайлеса. Им стала мобильная щепорубительная машина BRUKS с манипулятором Kesla для получения биомассы из порубочных остатков на лесосеках.
В июне 2022 года стало известно о переходе "Алтайлес" на видеомониторинг лесного фонда. Началась установка видеокамер на пожарно-наблюдательных вышках.

## Структура
В состав компании входит 16 предприятий деревообрабатывающей отрасли Алтайского крае (в том числе 7 заводов), на которых занято около 4500 сотрудников: 
- «Бобровский лесокомбинат»
- «Вострово Лес»
- «Каменский ЛДК»
- «Кемеровский ДОК»
- «Корал»
- «Лебяжье-Лес»
- «Лес Сервис»
- «Лесное»
- «Новичиха лес»
- «Приобье»
- «Ребрихинский лесхоз»
- «Рубцовский ЛДК»
- «Содружество»
- «Павловский ДОК»